# シャンプー王子
『シャンプー王子』（シャンプーおうじ）は、原作:名木田恵子、絵:くぼたまことによる日本の絵本シリーズ。および、絵本を原作とした日本のアニメ作品。また、これらの作品における主人公の名前。

## 登場人物
シャンプー王子(声：真田アサミ)
「シャボン王国」の王子。「汚いもの」に非常に興味があり、「汚いもの」を見つける為にシャボン王国の外へ旅に出た。
「汚い」とか「不潔」とかが存在しない王国の王族の為、汚い言葉とされる言葉を元々知らず、また喋ることも出来ない。王子の興味から、ソープンから汚い言葉を書かれた紙を渡され初めて汚い言葉を知るが、その言葉を喋ると気絶してしまう。王子自身が泥などで汚れることは無く、泥の上などを王子が触れたり歩くだけでその周りが浄化されたり、また王子が触れても汚れ過ぎて浄化出来ないものは、王子の涙（嬉し涙や感動した時の涙のみ）をかけることで全てが浄化される能力がある。
スポンじい(声：一条和矢)
「シャボン王国」の執事。旅に出たシャンプー王子の事が心配で、王子の旅に付き添っている。
基本的に王子の要望には全て応えるが、純粋無垢な王子に助言を行ったりする。体がスポンジで出来ているので、色々なものに変身出来るが、水には浮いてしまい水の中には潜れない。
シャボン国王(声：肝付兼太)
「シャボン王国」の国王であり、シャンプー王子の父親。王子が旅に出ることには大反対であったが、ソープンの助言により旅に出ることを許した。
リンス女王(声：井上奈々子)
「シャボン王国」の女王であり、シャンプー王子の母親。国王と同じく、王子が旅に出ることには大反対であったが、ソープンの助言により旅に出ることを許した。
ソープン(声：小林ゆう)
「シャボン王国」に使える大臣の息子。シャンプー王子にはいつも意地悪なことを言っていたが、基本的には王子には優しい。王子が旅に出ることを国王と女王に助言し、王子の旅を応援している。
クレンザー大臣(声：矢部雅史)
「シャボン王国」に使える大臣で、ソープンの父親。

## 書誌情報
2004年から2006年にかけて毎年2月27日に発行
1. シャンプー王子のぼうけん（2004年2月27日発売)ISBN 9784265062553[1]
2. シャンプー王子ときたないことば(2005年2月27日発売)ISBN 9784265062577[2]
3. シャンプー王子と大あくとう(2006年2月27日発売)ISBN 9784265062621[3]

## テレビアニメ
2007年10月1日から12月17日までテレビ埼玉(毎週月曜日 17:55 - 18:00)、及びキッズステーション(2007年10月15日にて放送された。
5分間番組内の放送の為、1話が2分30秒.オープニングとエンディングを合わせても3分30秒と短く、全12話制作されているが、12話で合計30分となっている。

### あらすじ
絶対に割れないシャボン玉ドームに守られた「シャボン王国」のシャンプー王子は、清潔で平和だけど退屈な毎日を過ごしていた。
「汚い」とか「不潔」とかが存在しない王国の外にある「汚いもの」に憧れ、「汚いもの」を見つけにシャボン王国の外へ旅に出たいシャンプー王子は、父親のシャボン国王と母親のリンス女王に1年間毎日お願いするが、二人から大反対され、全く聞き入れて貰えずにいた。
そんな時に、シャボン国王の部下クレンザー大臣の息子ソープンの協力もあり、シャンプー王子は旅に出る事を許された。
「汚いもの」を探しにシャボン王国の外に旅に出たシャンプー王子は、そんな王子が心配で王子についてきた執事のスポンじいと一緒に、どんな「汚いもの」を見つけていくのか。

### スタッフ
- 原作：名木田恵子、くぼたまこと（岩崎書店刊）
- 企画：添田弘幸（ベストフィールド）
- 監督：木下ゆうき
- 脚本：鷺山京子
- キャラクターデザイン：石上ひろ美、浦和文子
- 絵コンテ：木下ゆうき、大泉守理、古川知宏
- 演出：木下ゆうき、すがやゆりこ
- 作画監督：石上ひろ美、浦和文子
- 美術監督：中原英統
- 色彩設定：高木雅人
- 音楽：シャボンオールスターズ
- 音楽プロデューサー：影山ヒロノブ
- 音響監督：松本ゆきを
- 音楽制作：ランティス
- 制作協力：ダックスプロダクション
- 製作：シャボンプロジェクト（ベストフィールド、テレビ埼玉ミュージック、TCエンタテインメント、ダックスプロダクション）
- © 2007名木田恵子・くぼたまこと・岩崎書店/シャボンプロジェクト

### 主題歌
OP主題歌 「シャンプー王子の冒険」
作詞：名木田恵子 / 作曲：影山ヒロノブ / 編曲：渡辺美佳、谷本貴義 / うた：Ikuko
ED主題歌 「シャンプー王子の子守唄」
作詞：名木田恵子 / 作曲：影山ヒロノブ / 編曲：渡辺美佳、谷本貴義 / うた：宮内マユ

### 放送リスト
放送日はテレビ埼玉のもの
| 各話     | 放送日        | サブタイトル                   | 絵本                           |
| -------- | ------------- | ------------------------------ | ------------------------------ |
| 第一夜   | 2007年10月1日 | きたないって、どんなこと？     | シャンプー王子のぼうけん       |
| 第二夜   | 10月8日       | どろんこがいっぱい！           | シャンプー王子のぼうけん       |
| 第三夜   | 10月15日      | どろどろかいぶつ ドロテア      | シャンプー王子のぼうけん       |
| 第四夜   | 10月22日      | シャンプー王子の涙             | シャンプー王子のぼうけん       |
| 第五夜   | 10月29日      | 王子、ゆうかいされる           | シャンプー王子と大あくとう     |
| 第六夜   | 11月5日       | 王子、ゆうかいされる           | シャンプー王子と大あくとう     |
| 第七夜   | 11月12日      | だいあくとうのひみつ           | シャンプー王子と大あくとう     |
| 第八夜   | 11月19日      | さいこうのポテトフライ         | シャンプー王子と大あくとう     |
| 第九夜   | 11月26日      | きたない言葉大発生？           | シャンプー王子ときたないことば |
| 第十夜   | 12月3日       | ドドンカのしゅうげき！         | シャンプー王子ときたないことば |
| 第十一夜 | 12月10日      | 王女さまのへんしん             | シャンプー王子ときたないことば |
| 第十二夜 | 12月17日      | シャンプー王子ときたないことば | シャンプー王子ときたないことば |

### DVD
放送終了後となる2008年1月23日に、コロムビアミュージックエンタテインメントから全12話収録されたDVDが発売された。